# Doha
Doha (àrab: الدوحة, ad-Dawḥa, pronunciat localment ad-Dōḥa) és la capital de Qatar, a la costa oriental. Té més habitants que la resta de ciutats de Qatar juntes, amb una població de 2.382.000 el 2018., i està situada al municipi d'Ad Dawhah, al golf Pèrsic.

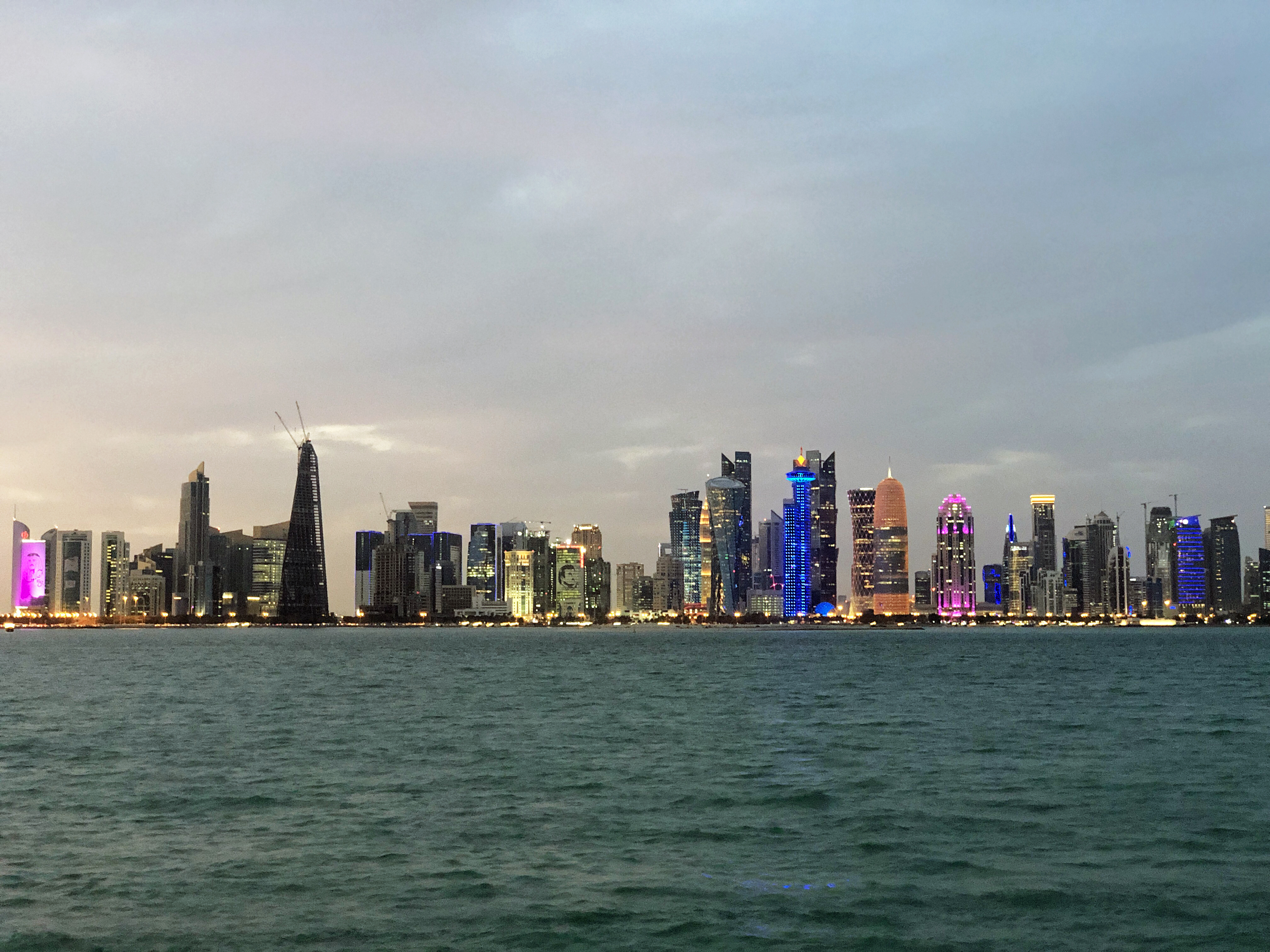
Doha

Doha és la ciutat més poblada del país, ja que més del 80% de la població de Qatar viu a Doha o a l'àrea metropolitana, i també n'és el centre econòmic. Doha és la seu de la Education City, una àrea dedicada a la recerca i a l'educació. La ciutat està situada en un port natural d'aigua poc fonda, entre dos esculls que formen una badia (badia es diu dawha en el dialecte local, i va donar nom a la ciutat). La ciutat va sorgir sobre el poblet de pescadors d'Al-Bid (o Al-Bida) nom que avui dia es conserva en un barri.
És la ciutat de més ràpid creixement de Qatar, amb més del 80% de la població del país que viu a Doha o als suburbis circumdants. És el centre polític i econòmic del país.

## Geografia

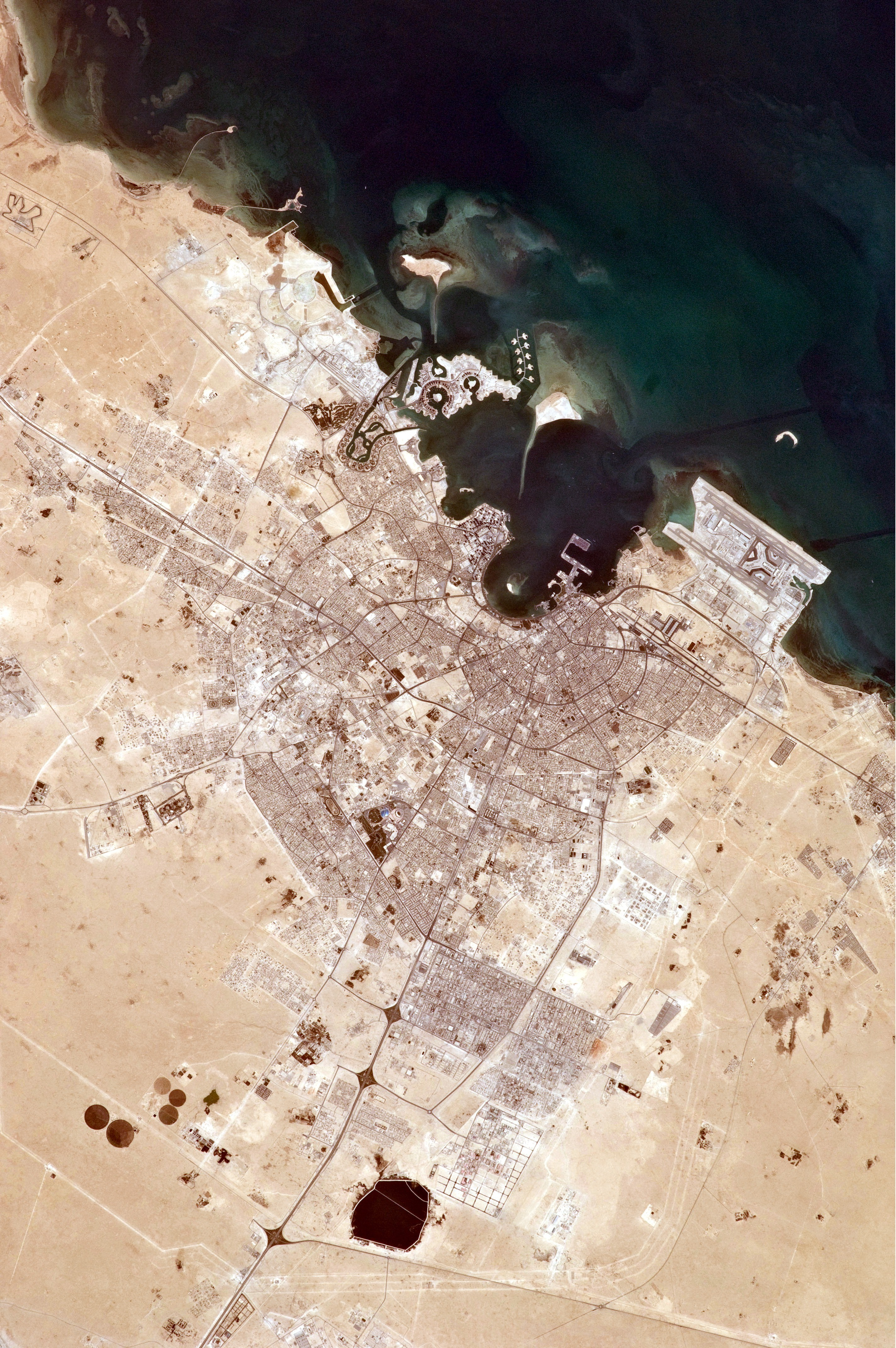
Una vista de Doha des de l'Estació Espacial Internacional el 2010 posa de manifest el ràpid desenvolupament que va experimentar la ciutat des del descobriment del petroli als anys seixanta.

Doha es troba a la part central-est de Qatar, limita amb el golf Pèrsic a la seva costa. La seva cota és 10 snm. Doha està molt urbanitzada. La recuperació de terres davant de la costa ha afegit 400 hectàrees de terreny i 30 km de costa. La meitat dels 22 km² de superfície sobre la qual es va construir l'aeroport internacional de Hamad va ser un terreny recuperat.
La geologia de Doha es compon principalment de disconformitats meteorològiques a la part superior de la formació de Dammam del període eocè, formant pedra calcària dolomítica.

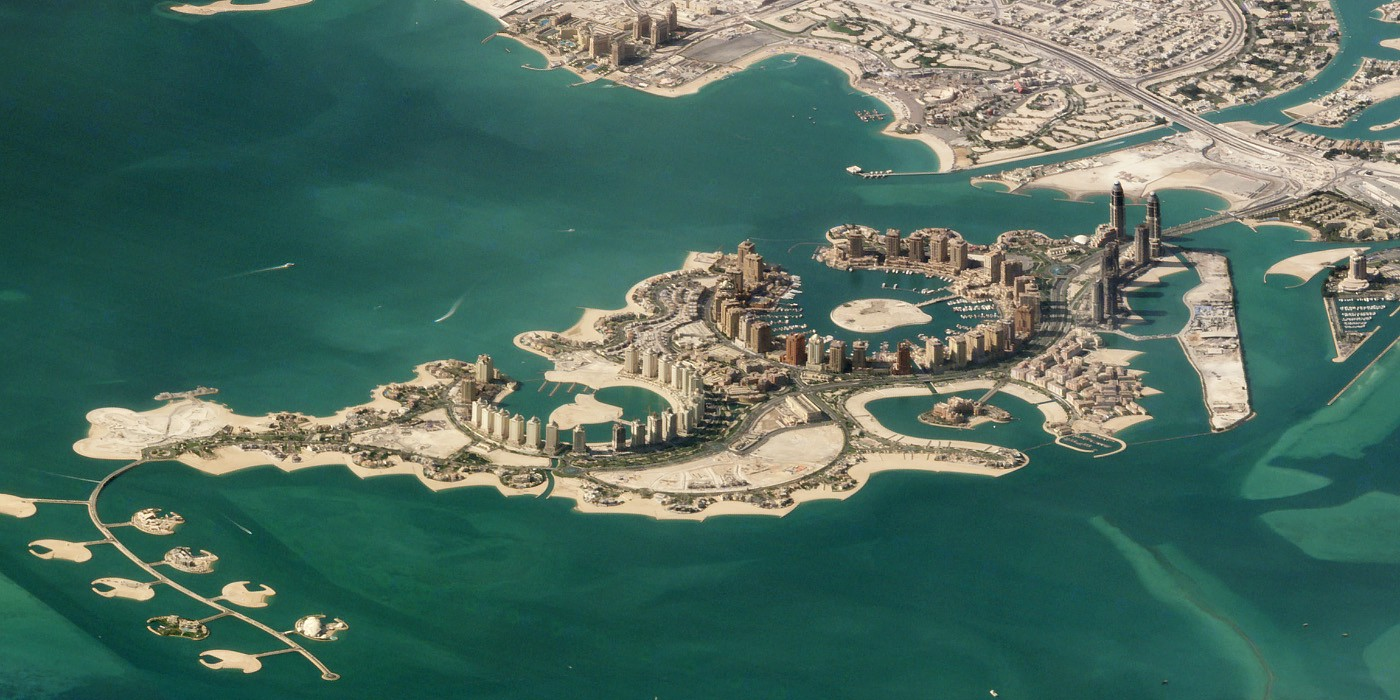
La Perla és una illa artificial construïda específicament davant de la costa de Doha, connectada amb el continent per un pont.

La Perla és una illa artificial de Doha amb una superfície de prop de 400 ha. S'ha estimat que el projecte total costarà 15.000 milions de dòlars un cop finalitzat. Altres illes de la costa de Doha inclouen l'illa Palmera, l'illa Shrao, l'illa Al Safliya i l'illa Alia.
En una enquesta de 2010 de les aigües costaneres de Doha realitzada per l’Autoritat d'Estadística de Qatar, es va trobar que la seva profunditat màxima era de 7,5 m i la profunditat mínima era de 2 m. A més, les aigües tenien un pH mitjà de 7,83, una salinitat de 49,0 psu, una temperatura mitjana de 22,7 °C i 5,5 mg/L d'oxigen dissolt.

### Clima
Doha té un clima desèrtic càlid (classificació climàtica de Köppen BWh) amb estius llargs i extremadament calorosos i hiverns curts i càlids.
Doha està situada a la península Aràbiga i, per tant, el clima és molt càlid. Les temperatures mitjanes superen els 40º Celsius des del maig al setembre, i la humitat és molt baixa. A l'estiu gairebé no es registra cap precipitació, i la mitjana de pluja anual és d'uns 70 mm, que cau de manera esporàdica entre l'octubre i el març. Durant les nits d'hivern la temperatura pot caure per sota dels 7º Celsius.
Les temperatures altes mitjanes entre maig i setembre superen els 38 °C i sovint s'acosten als 45 °C. La humitat sol ser la més baixa al maig i juny. Els punts de rosada poden superar els 30 °C a l'estiu. Durant tot l'estiu, la ciutat no registra gairebé cap precipitació, i menys de 20 mm durant altres mesos. Les precipitacions són escasses, amb un total de 75 mm per any, caient en dies aïllats majoritàriament entre octubre i març.
Els dies d'hivern són relativament càlids mentre el sol surt i fresc durant la nit. La temperatura rarament baixa per sota dels 7 °C La temperatura més alta registrada va ser de 50,4 °C el 14 de juliol de 2010, que és la temperatura més alta que s'ha registrat maig a Qatar.

## Barris
Els barris (districtes urbans) principals de la ciutat són:
- البدع, Al Bida
- فريج بن محمود, Bin Mahmoud
- الدفنة, Al Dafna
- الهلال, Al Hilal
- مدينة خليفة, Madinat Khalifa
- المعمورة, Al Mamoura
- المرخية, Al Markhiya
- النصر, Al Nasr
- المطار القديم, Aeroport Vell
- عنيزة, Onaiza
- القطيفية, Qutaifiya
- راس أبو عبود, Ras Abu Aboud
- السد, Al Sadd
- الرميلة, Rumeilah
- الوعب, Al Waab
- وادي السيل, Wadi Al Sail

## Cultura

### Arquitectura
Igual que la majoria de ciutats dels països rics de l'Orient Pròxim, Doha experimenta un boom constructiu. La ciutat invita firmes arquitectòniques internacionals perquè dissenyin nous edificis.
Alguns dels nous projectes a Doha:
- Doha Villa, de Kathyrn Findlay Arxivat 2007-09-27 a Wayback Machine.
- Qatar Sports Tower Arxivat 2007-09-27 a Wayback Machine.
- Weill Cornell Building Arxivat 2007-09-27 a Wayback Machine.

## Transport

### Aeri
L'Aeroport Internacional de Doha és l'únic aeroport internacional de Qatar. A més de ser el hub de Qatar Airways, hi operen moltes altres línies aèries internacionals.

## Demografia
| Històric de la població de Doha | Històric de la població de Doha |
| Any                             | Població                        |
| ------------------------------- | ------------------------------- |
| 1820                            | 250                             |
| 1893                            | 6.000                           |
| 1970                            | 80.000                          |
| 1986                            | 217.294                         |
| 1998                            | 264.009                         |
| 2001                            | 299.300                         |
| 2004                            | 339.847                         |
| 2005                            | 400.051                         |
| 2010                            | 796.947                         |
| 2015                            | 956.457                         |

| Població total de l'àrea metropolitana de Doha | Població total de l'àrea metropolitana de Doha |
| Any                                            | Població                                       |
| ---------------------------------------------- | ---------------------------------------------- |
| 1997                                           | 434.000                                        |
| 2004                                           | 644.000                                        |
| 2008                                           | 998.651                                        |

Una part important de la població de Qatar resideix als límits de Doha i la seva àrea metropolitana. El districte amb més densitat de població és la zona central d'Al Najada, que també acull la població total més alta del país. La densitat de població a la gran regió de Doha oscil·la entre 20.000 persones per km² i 25 persones per km².
 Doha va ser testimoni de taxes de creixement explosives de la població a la primera dècada del segle XXI, absorbint la majoria dels milers de persones que llavors emigraven a Qatar cada mes. La població de Doha és al voltant d'un milió, amb la població de la ciutat més que duplicada entre 2000 i 2010.

### Ètnia i llengües
La població de Doha està composta majoritàriament per expatriats, i els nacionals de Qatar formen una minoria. La major part dels expatriats a Qatar són de països del sud-est i del sud asiàtic, principalment l'Índia, Pakistan, Sri Lanka, Nepal, Filipines i Bangladesh, amb un gran nombre d'expatriats també procedents dels països àrabs del Llevant, Djibouti, Somàlia i el nord d'Àfrica., i Àsia oriental. Doha també acull molts expatriats d'Europa, Amèrica del Nord, Sud-àfrica i Austràlia.

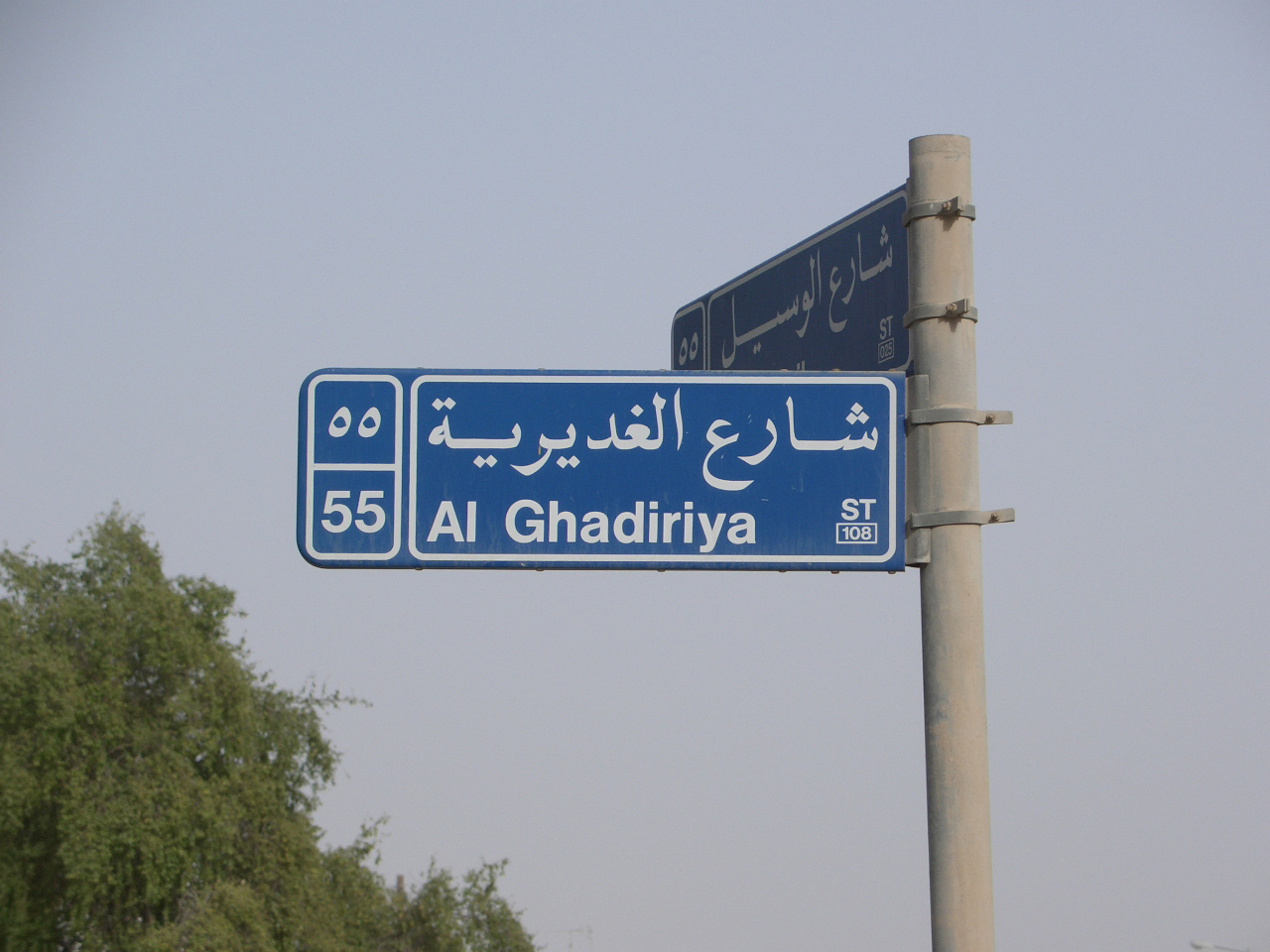
Un senyal de trànsit bilingüe típic de Doha indica els números de zona, els noms dels carrers i els números de carrers de dos carrers perpendiculars.

L'àrab és la llengua oficial de Qatar. L'anglès s'utilitza habitualment com a segona llengua, i una llengua franca en augment, especialment en el comerç. Com que hi ha una gran població expatriada a Doha, idiomes com el malaiàlam, el tàmil, el bengalí, el tagal, el castellà, el singalès, el francès, l'urdú i l'hindi són àmpliament parlats.
| Nascuts vius registrats a Doha per nacionalitat | Nascuts vius registrats a Doha per nacionalitat | Nascuts vius registrats a Doha per nacionalitat | Nascuts vius registrats a Doha per nacionalitat |
| Any                                             | Qatarians                                       | No qataríans                                    | Total                                           |
| ----------------------------------------------- | ----------------------------------------------- | ----------------------------------------------- | ----------------------------------------------- |
| 2001                                            | 2.080                                           | 3.619                                           | 5.699                                           |
| 2002                                            | 1.875                                           | 3.657                                           | 5.532                                           |
| 2003                                            | 2.172                                           | 4.027                                           | 6.199                                           |
| 2004                                            | 2.054                                           | 3.760                                           | 5.814                                           |
| 2005                                            | 1.767                                           | 3.899                                           | 5.666                                           |
| 2006                                            | 1.908                                           | 4.116                                           | 6.024                                           |
| 2007                                            | 1.913                                           | 4.708                                           | 6.621                                           |
| 2008                                            | 1.850                                           | 5.283                                           | 7.133                                           |
| 2009                                            | 2.141                                           | 5.979                                           | 8.120                                           |
| 2010                                            | 1.671                                           | 5.919                                           | 7.590                                           |
| 2011                                            | 1.859                                           | 6.580                                           | 8.439                                           |
| 2015                                            | 1.949                                           | 9.215                                           | 11.164                                          |
| 2020                                            | 4.005                                           | 15.381                                          | 19.386                                          |

L'any 2004, es va aprovar la Llei de propietat estrangera de béns immobles, que permetia als ciutadans no qataris comprar terres a zones de Doha, com ara la llacuna de la badia de l'oest, la perla de Qatar i la nova ciutat de Lusail. Abans d'això, els expatriats tenien prohibit posseir terres a Qatar. La propietat d'estrangers a Qatar els dona dret a un permís de residència renovable, que els permet viure i treballar a Qatar.

## Història
No se'n sap gairebé res abans del 1832 quan fou visitada pel resident polític britànic al Golf que la va declarar dependència de Bahrein; es creu que en aquest temps era dependència efectiva de Bahrein però al seu torn l'illa pagava tribut (zakat) als Al Saüd de Najd i el resident britànic anava a cobrar el zakat a Doha en nom de Bahrein i el pagava als saudites. El 1852 els otomans van ocupar Doha i la van unir al sandjak del Najd, però la vila va continuar mantenint estretes relacions amb Bahrein (que havia signat el tractat de treva amb els britànics el 1820) i també amb els saudites i els britànics. En aquest temps altres zones de la península foren considerades part de Bahrain, d'Abu Dhabi o del Najd (fins que els otomans van sortir de Doha). El 1867 Doha va ser damnada en la guerra entre els Al Thani i els Al Khalifa de Bahrein que tenien el suport d'Abu Dhabi. El 1882 es va construir la fortalesa d'Al-Wadjbah al sud-oest i l'any següent el xeic Kasim va obtenir una victòria sobre els otomans.
El xeic local de Doha, Muhammad ibn Thani va signar el tractat de treva amb els britànics el 1868. El 1895 Doha va destruir a la seva rival al-Zubara. El 1900 Doha era un port de pescadors de perles amb 12000 habitants (amb 9 barris o farikhs) i ocupant una franja de 3 km a la costa; en aquest moment estava dominada per la Kalaat al-Askar (anomenada Kasr Kunara per la guarnició turca) que avui dia dona nom a una barri residencial i de magatzems.
A la sortida dels otomans (1916) el xeic local Abd Allah al-Thani (que va agafar el títol de xeic de Qatar) va signar un tractat amb la Gran Bretanya pel que Qatar quedava sota un virtual protectorat (Special Treaty Relationship with H. M. Government) i passava sota administració del Ministeri d'Afers Exteriors (altres protectorats eren administrats per la Colonial Office). L'antiga casa pairal dels Al Thani a Doha (que encara es conserva) estava situada al barri d'Al-Dawha que havia donat nom a la ciutat. El 1917 el xeic Abd Allah ibn Kasim al-Thani va construir la fortalesa d'Al-Kout al centre. Més tard els Al Thani van construir palaus al barri occidental d'al-Rayyan. La prosperitat venia de les perles però la introducció pels japonesos del sistema del cultiu va arruïnar aquesta indústria vers 1930 i Doha es va empobrir. La trobada de petroli a Dukhan, transportat per l'estació de Musayid, van obrir l'esperança, i encara que la producció es va aturar durant la II Guerra Mundial, després produir un desenvolupament notable.
Vers 1960 la població s'estimava entre 20 i 30 mil habitants i era la majoria de la població de Qatar. Llavors tenia només un hospital i un petit aeroport. Fou residència de l'agent polític britànic fins a esdevenir capital de l'estat independent de Qatar el 1971, experiment un desenvolupament espectacular des de llavors. El 1969 es va obrir la Government House (edifici emblemàtic de la ciutat), el 1973 la Universitat de Qatar, el 1975 el Museu Nacional i el 1996 va començar a emetre la cadena de televisió per satèl·lit Al Jazeera, amb seu a Doha.

## Galeria de la moderna Doha

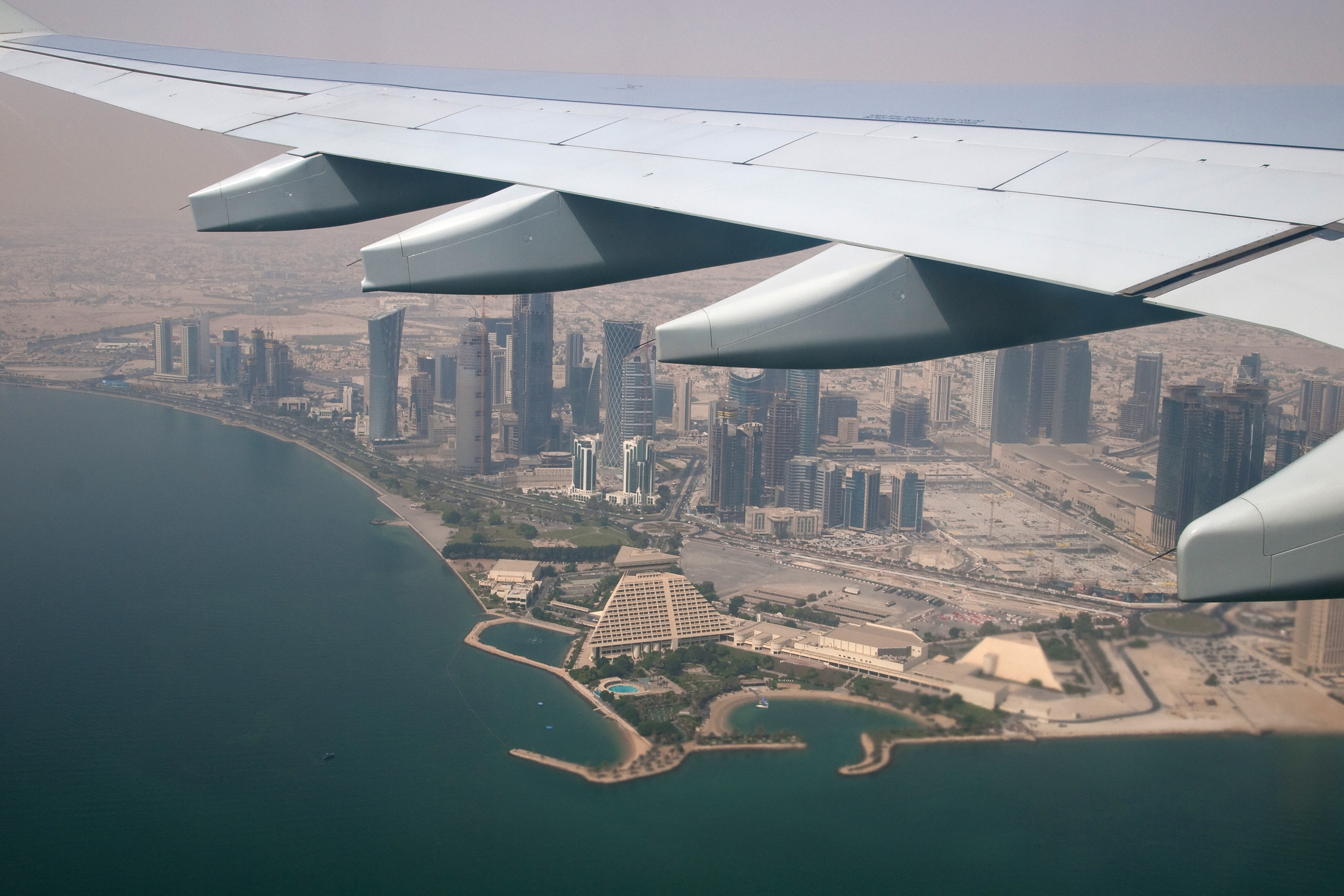
Doha
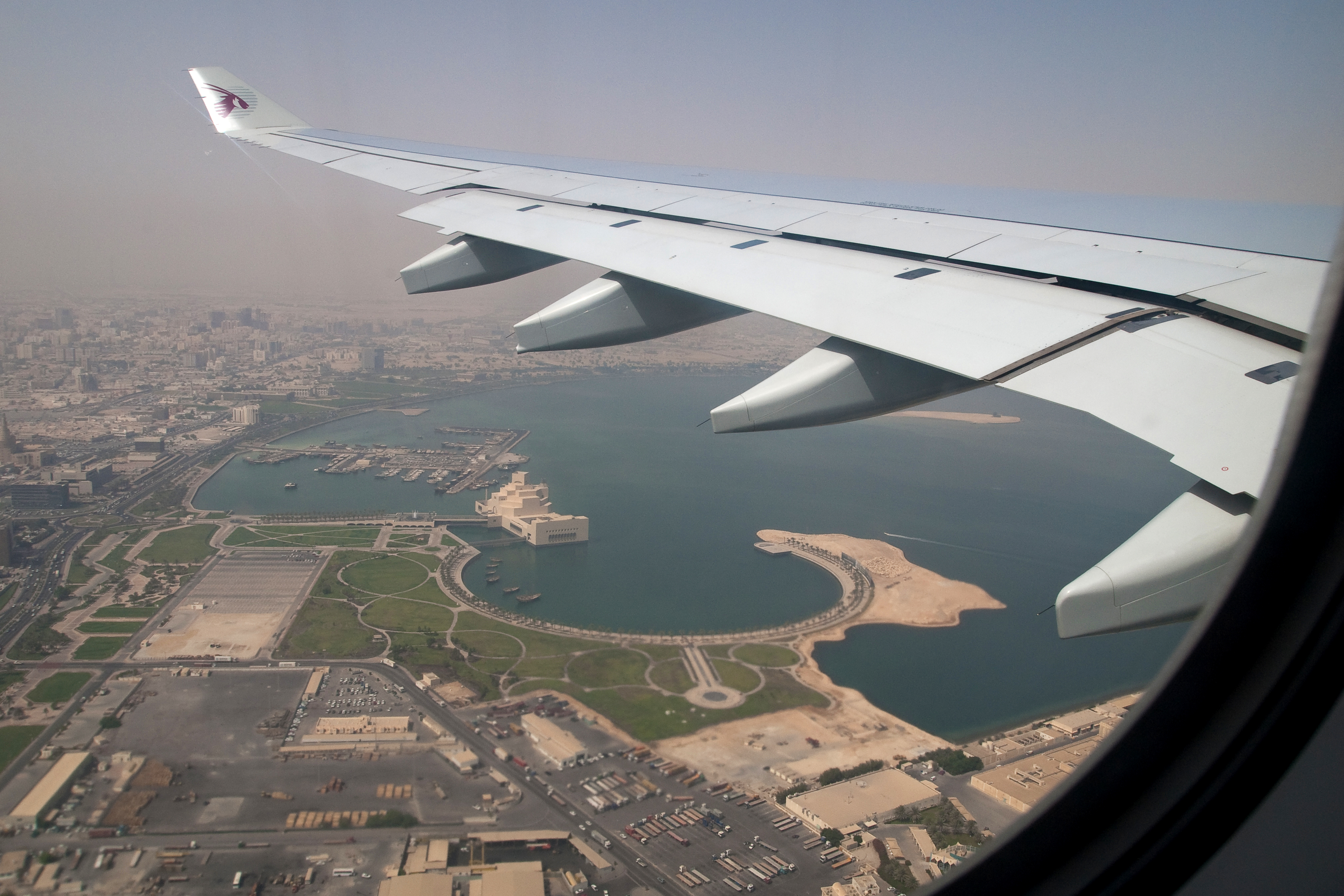
Doha
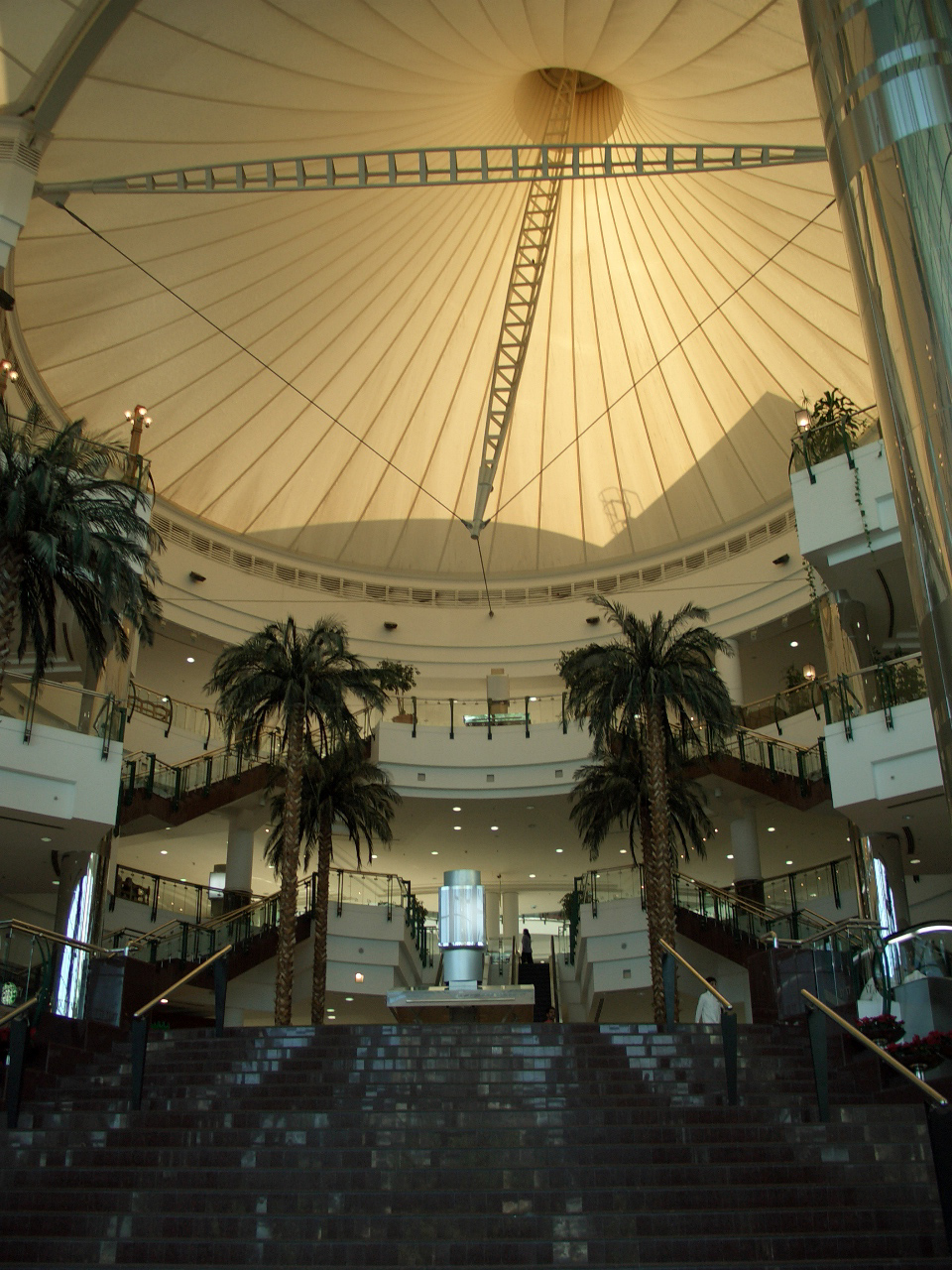
Mall.
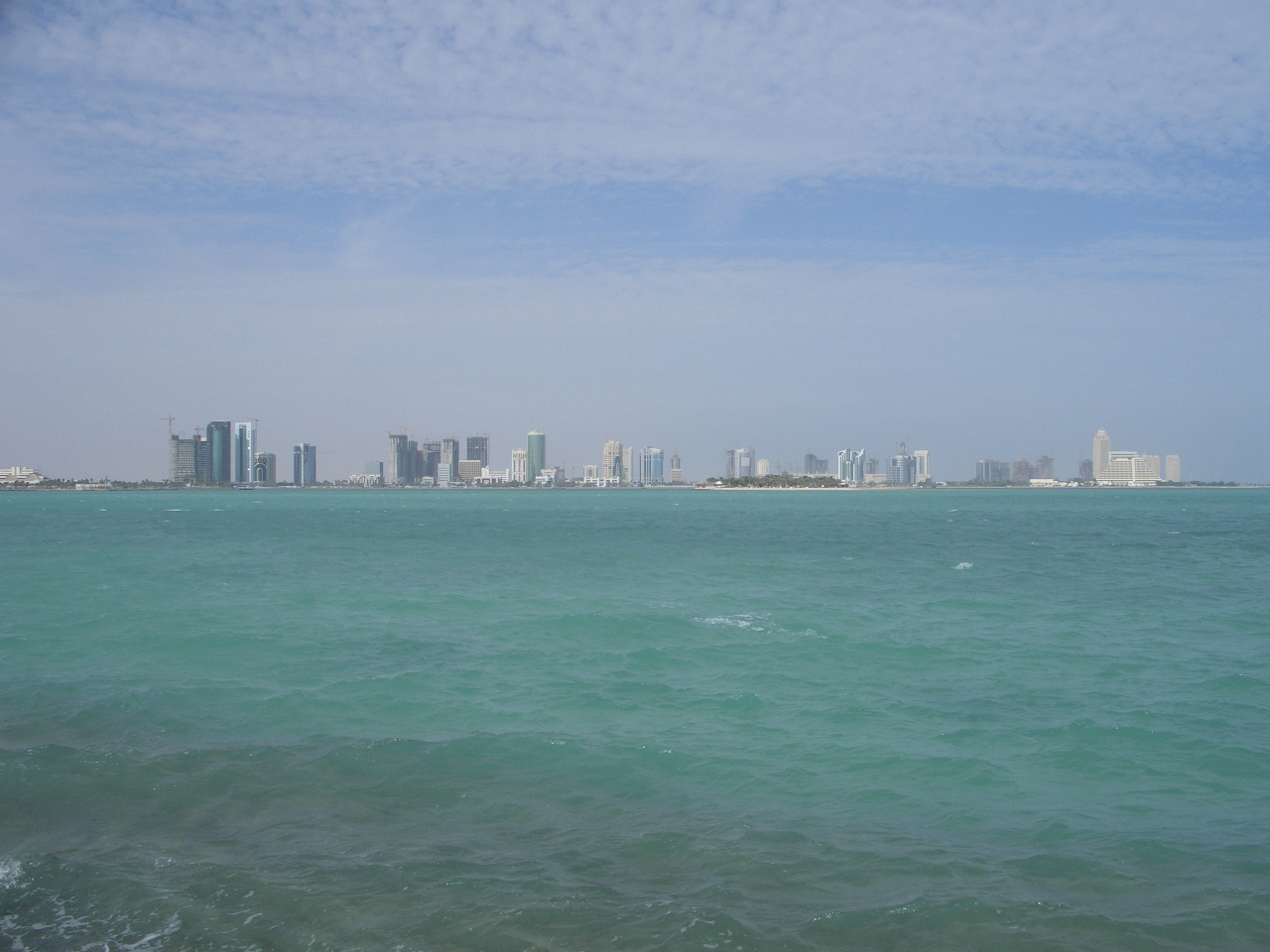
Vita.
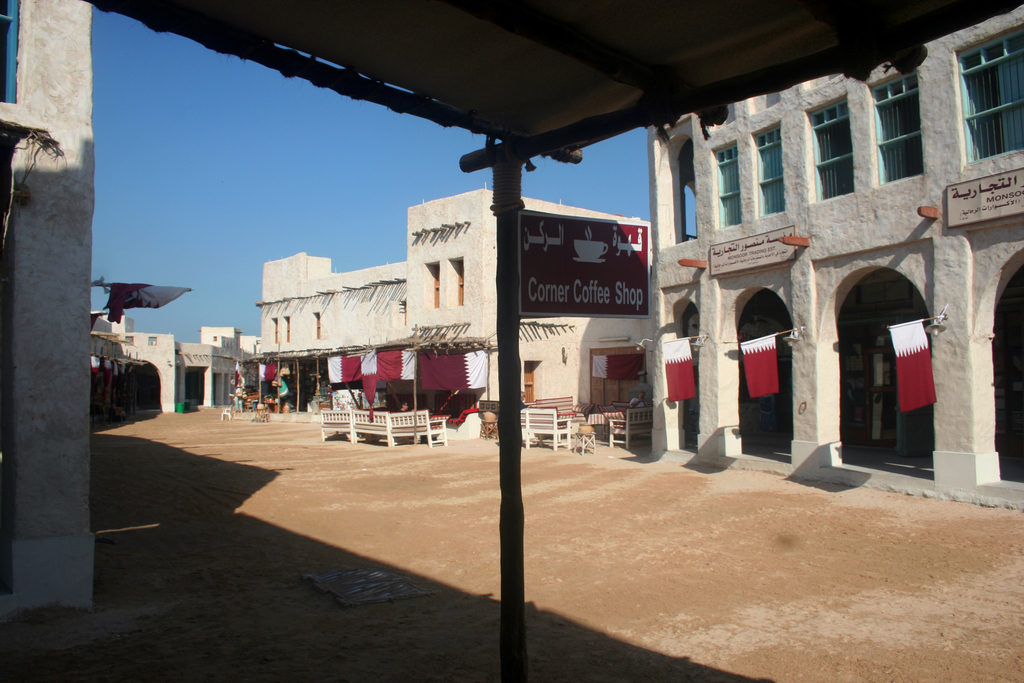
Souq Waqif

## Enllaços extens
- Projectes a Doha
- Informació i història de Doha